# Swinging with the Finkels
Pour plus de détails, voir Fiche technique et Distribution.
Swinging with the Finkels est un film américano-britannique réalisé par Jonathan Newman sorti en 2011. Le film met en vedette Martin Freeman, Mandy Moore et Melissa George.

## Synopsis
Tombant dans une certaine routine qui devient pesante depuis leur mariage, Ellie (Mandy Moore) et Alvin (Martin Freeman), décide de pimenter leur vie amoureuse et sexuelle en rencontrant d'autres couples...

## Fiche technique
- Titre original : Swinging with the Finkels
- Titre québécois :
- Réalisation : Jonathan Newman
- Scénario : Jonathan Newman
- Costumes : Annie Hardringe
- Photographie : Dirk Nel
- Montage : Eddie Hamilton
- Musique : Mark Thomas
- Production : Kintop Pictures
Reliance
Starlight Films
Filmaka.com
- Pays d'origine :  États-Unis et  Royaume-Uni
- Langue originale : anglais
- Genre : comédie
- Format : couleur (Technicolor), 1,78, couleurs, son Dolby
- Durée : 85 minutes
- Dates de sortie :
  - Royaume-Uni : 17 juin 2011
  - États-Unis : 26 août 2011
- Classification : public averti, Canada : 14 ans

## Distribution
- Martin Freeman : Alvin Finkel
- Mandy Moore  : Ellie Finkel
- Melissa George  : Janet
- Jonathan Silverman :  Peter
- Richard Shelton : Trevor (original)
- Jerry Stiller : Grandpère
- Angus Deayton : Richard
- Edward Akrout : Andrew